# Bandeira de Montreal
A bandeira de Montreal é um dos símbolos oficiais de Montreal, cidade localizada na província de Quebec no Canadá, tendo sido adotada em 1939.

## Descrição
Seu desenho consiste em um retângulo de proporção comprimento largura de 2:1 de fundo branco. Esse retãngulo é dividido em quatro partes iguais (quadrantes) por uma Cruz de São Jorge vermelha. Em cada uma das quatro partes brancas há uma figura:
- Uma flor de lis azul no quadrante superior esquerdo;
- Uma rosa de Lancaster no quadrante superior direito;
- Uma flor de cardo no quadrante inferior esquerdo e;
- Um trevo Shamrock no quadrante inferior direito;
- Uma pinho branco no centro.

Flor de Lis
Rosa de Lancaster
Flor do Cardo
Trevo Shamrock
Pinho branco

## Simbolismo

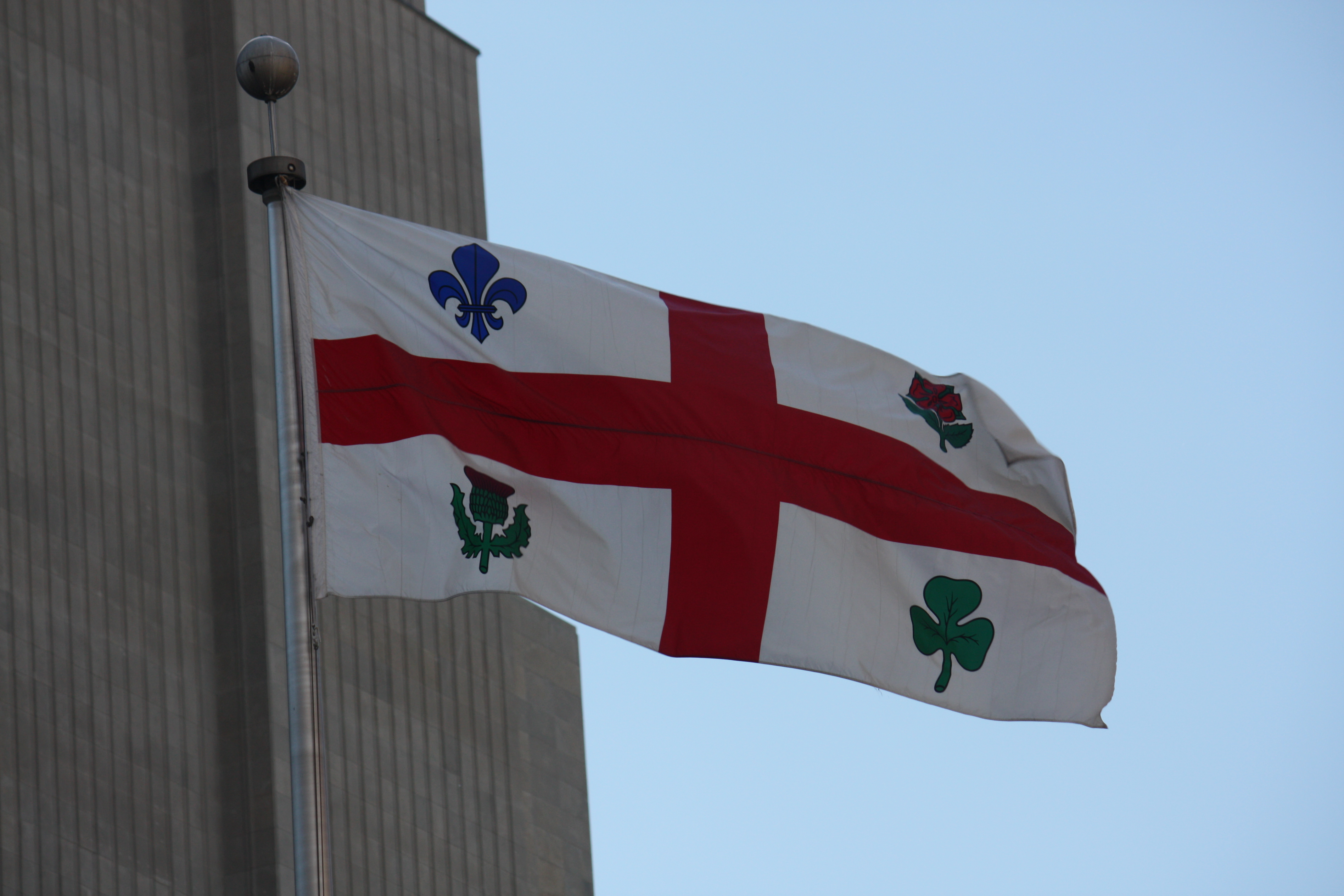
Bandeira tremulando no centro da cidade.

Cada uma das figuras está relacionado aos quatro povos fundadores da cidade, no caso, a flor de lis representa os franceses, a rosa os ingleses, o cardo os escoceses e o Shamrock os irlandeses.
Existem controvérsias quanto ao significado da Cruz. Uns defendem que a mesma simboliza os princípios cristãos que regeram os fundadores da cidade e que não haveria evidências de que ela representa a Cruz de São Jorge presente na bandeira inglesa, enquanto outras correntes defendam exatamente o oposto
Contudo, no periódico "Heraldry in Canada" vol. XV, No.2, Junnho 1981, p.28, publicado pela The Heraldry Society of Canada, há a descrição:
"As armas que a cidade tem usado há um século e meio são adotivos, mas pelo menos o escudo é bom simbolo heráldico, ostenta a Cruz de São Jorge e com os símbolos heráldicos das quatro raças fundadoras, os Franceses, Ingleses, escoceses e Irlandese, exibido de modo belo e simples."